# Андрей Вишински
Андрей Януаревич Вишински или А̀нджей Вишѝнски (на руски: Андре́ѝ Януа́рьевич Выши́нский; на полски: Andrzej Wyszyński) e съветски юрист (генерален прокурор), дипломат (министър на външните работи), политик (член на Президиума на ЦК на КПСС, депутат във Върховния съвет на СССР), учен (Московския университет „Ломоносов“, академик на Академията на науките на СССР).
Той е най-известен с това, че е бил генерален прокурор (1935 – 1939) на сталиновите публични процеси, както и на процесите в Нюрнберг срещу нацистките военнопрестъпници след Втората световна война). Създава законова теория, използвана от Йосиф Сталин при провеждането на Големия терор в края на 1930-те години. Вишински е външен министър на СССР (1949 – 1953) в първите години на Студената война и Корейската война.

## Биография
Баща му Януарий Феликсович Вишински произлиза от старинен полски род, работи като провизор (фармацевт), собственик на аптека, а майка му е учителка по музика, и двамата католици. Малко след раждането му тя се премества в Баку, където Вишински завършва гимназия.
През 1901 година е приет в Юридическия факултет на Киевския университет, но го завършва чак през 1913 г., тъй като прекъсва заради студентски бунтове. Остава в катедрата за подготовка на професура, но е отстранен от администрацията като политически ненадежден. През 1903 година постъпва в меншевишкото крило на РСДРП. Участва в революцията в Баку (1905), за което е затворен и в началото на 1908 година е осъден от Тифлиския съд за произнасяне на реч срещу правителството. Прекарва година в Баиловския затвор, където дели килия с Йосиф Сталин, с когото водят идеологически диспути. След завършване на обучението си преподава руска литература, география и латински в Баку в частна гимназия до 1915 година. През 1915 година пристига в Москва, където се занимава с адвокатска практика, като помощник на знаменития по онова време адвокат П. Н. Малянтович.
След Февруарската революция от 1917 г. е назначен за комисар на полицията на Якимански район, тогава подписва разпореждане за незабавното изпълнение в доверената му територия от Временното правителство за издирване, арестуване и предаване на съд като германски шпионин на Владимир Ленин, в съответствие с решението на Временното руско правителство. Включва се в болшевиките през 1920 г.
През 1920 – 1921 преподава в Московския университет и е декан в Икономическия факултет на Института по национално стопанство „Плеханов“. През 1923 – 1925 година е прокурор във Върховния съд и едновременно с това – професор в МГУ в катедрата по углавно съдопроизводство. От 1925 – 1928 година е ректор на Московския държавен университет (тогава I МГУ). През 1928 е председател на т. нар. Специално съдебно присъствие на Върховния съд на СССР в Шахтинското дело. От 1928 – 1930 оглавява Главното управление по професионално образование. През 1928 – 1931 е член на колегията на Народния комитет за просвещението на РСФСР. Завежда учебно-методичен сектор на Народния комитет за просвета и замества председателя на Държавния учебен съвет. През 1930 е председател на Специалното съдебно присъствие на Върховния съд на СССР по делото „Промпартия“.
От 11 май 1931 е прокурор на РСФСР. От юни 1933 е заместник-прокурор, а от март 1935 до май 1939 – прокурор на СССР и правен ръководител на сталиновата Голяма чистка. Той е широко (но грешно) цитиран за принципа „признанието на обвинения е кралица на доказателството“ въпреки неговата монография „Теория на юридическите доказателства“ в съветското правораздаване (която е наградена със Сталинова награда през 1947 г.), в която се твърди точно обратното.
Иска преразглеждане на решението за изселване от Ленинград след убийството на Сергей Киров на бившите дворяни, сенатори, генерали, интелигенция, лишените от политически и граждански права. Повечето се връщат в Ленинград, като са им възстановени всички права. Успява да се сдобие с отмяна на присъди, издадени по силата на закона от 7 август 1932 (т. нар. Закон за трите класа), засегнал селското население на СССР; настоява и за преразглеждане на делата на инженерите и техниците от въгледобивната промишленост, осъдени в т. нар. „Отраслови дела“, свързани с главното дело „Промпартия“, както и на осъдените в самото дело „Промпартия“, и за реабилитацията им.
Работи като прокурор на 3-те Московски дела от 1936 – 1938 г. Разпространената легенда, според която Вишински твърдял, че самопризнанието на обвиняем е най-доброто доказателство, в действителност е безпочвена. В своя капитален труд той декларира обратния принцип:
| „ | ... би било погрешно да се придава на подсъдимите и обвиняемите, по-точно – на техните обяснения, повече значение, отколкото те заслужават… В доста отдалечено време в епохата на държавния процес така наречените „законни доказателства“, преоценката на признанията на подсъдим или обвинен стигат до такава степен, че признаването за виновен се счита за неподлежаща на съмнение истина, дори това признание да е изтръгнато със сила. В тези времена това се признава почти за единствено процесуално доказателство във всеки случай. Този принцип е абсолютно неприемлив за съветското право и съдебна практика. Действително, ако другите обстоятелства по делото доказват виновност, то това лице губи правото на доказателства и става излишно. Неговото значение може да стигне само за това да се яви като основна оценка на едни или други нравствени качества на подсъдим, за намаляване или увеличаване на наказанието определено от съда. Такава организация на следствието, при която показанията на обвиняемия се оказват основни и още по-лошо, единствената опора на следствието е способна да постави под удар цялото дело в случай, че обвиняемият се отказва от своите показания. | “ |

Като официален обвинител на сталинските политически процеси през 1930-те години, Вишински счита принципа на пълните и всестранни изследвания на доказателства за непримирими обвинения по така наречените „дела за държавен заговор“ (чл. 58 от Криминалния кодекс на РСФСР, 1927).
Потвърждение за това може да се счита извадка от книгата на Вишински „Теория на съдебните доказателства в съветското право“:
| „ | ...Все пак следва това правило да не се разбира като абстрактно, като се откланя на конкретни особености на едно или друго криминални дела и особено, в които участват няколко обвиняеми, свързани помежду си като съучастници. В тези дела става въпрос за отношението към обяснението на обвиняемите, в частност за такъв тип обяснения, с които се изобличават своите съучастници, съучастниците на общо престъпление. Трябва да се решава, имайки предвид всичките своеобразия на тези дела – дела за заговори, за престъпни сдружения, а в частност дела за антифашистки, контраеволюционни организации и групи. | “ |

На тези процеси обясненията на обвинените в такъв тип дела неизбежно придобиват характер и значение на основните доказателства, като най-важни и решаващи. Това се обяснява със самите особености на тези обстоятелства, особености на тяхната юридическа природа.
От 6 септември 1940 до 1946 Вишински е пръв заместник на председателя на народния комитет по външните работи на СССР. Представител е на СССР в Съюзната контролна комисия по примирието с Италия 1943 – 1945 г. Присъства при подписването на капитулацията на Нацистка Германия (1945). През март 1946 става заместник-министър на външните работи по общите въпроси. В периода 1949 – 1953, в началния етап на Студената война, е министър на външните работи на СССР. От 1952 до 1953 година е член на Комисията по външните работи. След смъртта на Сталин министър на външните работи става пак Вячеслав Молотов, а Вишински е назначен за постоянен представител на СССР в ООН. Умира от сърдечен пристъп в Ню Йорк. Тялото му е кремирано и прахът му се пази в урна в Кремълската стена на Червения площад в Москва.

## Семейство
Женен е за Капитолина Исидоровна Михайлова (1884 – 1973), имат дъщеря Зинаида (1909 – 1991). Дъщеря им завършва Московския държавен университет по специалност „Право“.